# Мигалиха (Дальнеконстантиновський район)
Мигалиха (рос. Мигалиха) — село в Дальнеконстантиновському районі Нижньогородської області Російської Федерації.
Населення становить 134 особи. Входить до складу муніципального утворення Суроватихинська сільрада.

## Історія
Від 2009 року входить до складу муніципального утворення Суроватихинська сільрада.

## Населення
| 2002 | 2010 |
| ---- | ---- |
| 188  | ↘134 |